# Caecilia gracilis
Caecilia gracilis Shaw, 1802 è un anfibio della famiglia Caeciliidae.

## Distribuzione e habitat
La specie vive in Brasile, Perù, Guyana francese, Suriname e forse anche in Colombia e Guyana; occupa vari habitat umidi, tropicali o subtropicali.